# Periódicas
Periódicas es un medio de comunicación autogestivo, cooperativo y transfeminista del litoral santafesino, fundado el 6 de marzo de 2019 por un grupo de 21 mujeres, lesbianas, travestis, periodistas, fotógrafas, diseñadoras, ilustradoras, editoras, programadoras, camarógrafas, community managers y locutoras de la ciudad de Santa Fe, Argentina.

## Historia

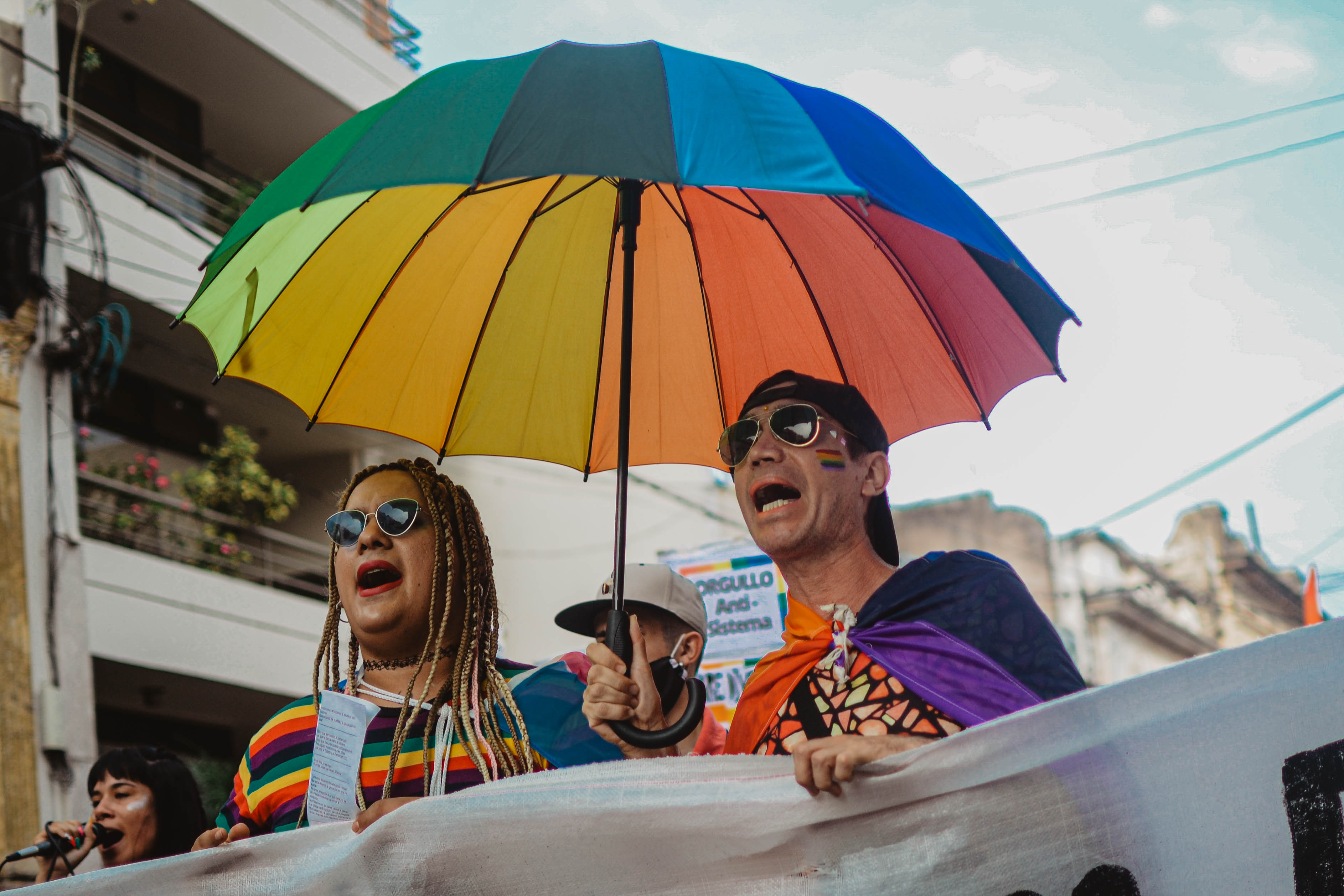
Marcha del orgullo, 2021, Santa Fe, Argentina

### Creación del medio
Periódicas surgió a partir de un colectivo de periodistas feministas que se encontraban en las calles y plazas de Santa Fe, en manifestaciones y asambleas feministas, espacios que en los últimos años vieron un crecimiento exponencial en Argentina a partir de la masificación del movimiento Ni Una Menos.
A través de un grupo de Whatsapp, “Periodistas Feministas de Santa Fe”, comenzaron a planificar la posibilidad de tener un medio propio, feminista, y diverso, desde el cual poder contar la revolución que las mujeres estaban viviendo en el país, pero particularmente en Santa Fe.
A partir de estos encuentros, en diciembre de 2018, decidieron plasmar su trabajo de comunicación con perspectiva de género en una página web. Desarrollaron así www.periodicas.com.ar, un portal de noticias con enfoque de género y agenda propia en relación con demandas vinculadas a los derechos humanos como acceso al aborto legal, salud reproductiva y educación sexual, con anclaje local y proyección regional.
El equipo de Periódicas desarrolla contenidos en diversos formatos, y es llevado adelante íntegramente por mujeres periodistas feministas de la ciudad de Santa Fe y la región.

### Los primeros tres años
Desde su lanzamiento, y en los primeros tres años, Periódicas acumuló 563.943 visitas en la página web y mantuvo un promedio diario de 500 visitas al portal. Contaron con 30 colaboradoras y corresponsales de la región, y realizaron alianzas con 12 medios del país: Agencia Presentes, Chequeado, Anfibia, Cosecha Roja, Wikimedia, Centrofóbal, La Marea, El Ciudadano, Birrística, Pausa, La Diez y El Papelón.
Actualmente, el medio cuenta con una comunidad de seguidores en Instagram, en Facebook, en Twitter y en Youtube.

## Misión
Periódicas busca posicionarse en un mapa de medios tradicionales, concentrados y dirigidos por hombres, donde no existe una propuesta similar con voces feministas y disidentes. El proyecto con perspectiva de género refleja las realidades y perspectivas de un sector de la sociedad que, habitualmente, no son abordadas y no tienen el espacio en las restantes plataformas de comunicación.
Periódicas se alió en mayo de 2021 con el Foro Contra la Trata de Santa Fe, para publicar desde la plataforma la búsqueda de mujeres, niñas y personas trans cuando se encuentran desaparecidas. Una vez que la persona aparece, el medio de comunicación elimina la búsqueda para que la fotografía no continúe circulando.

## Organización

### Cooperativa

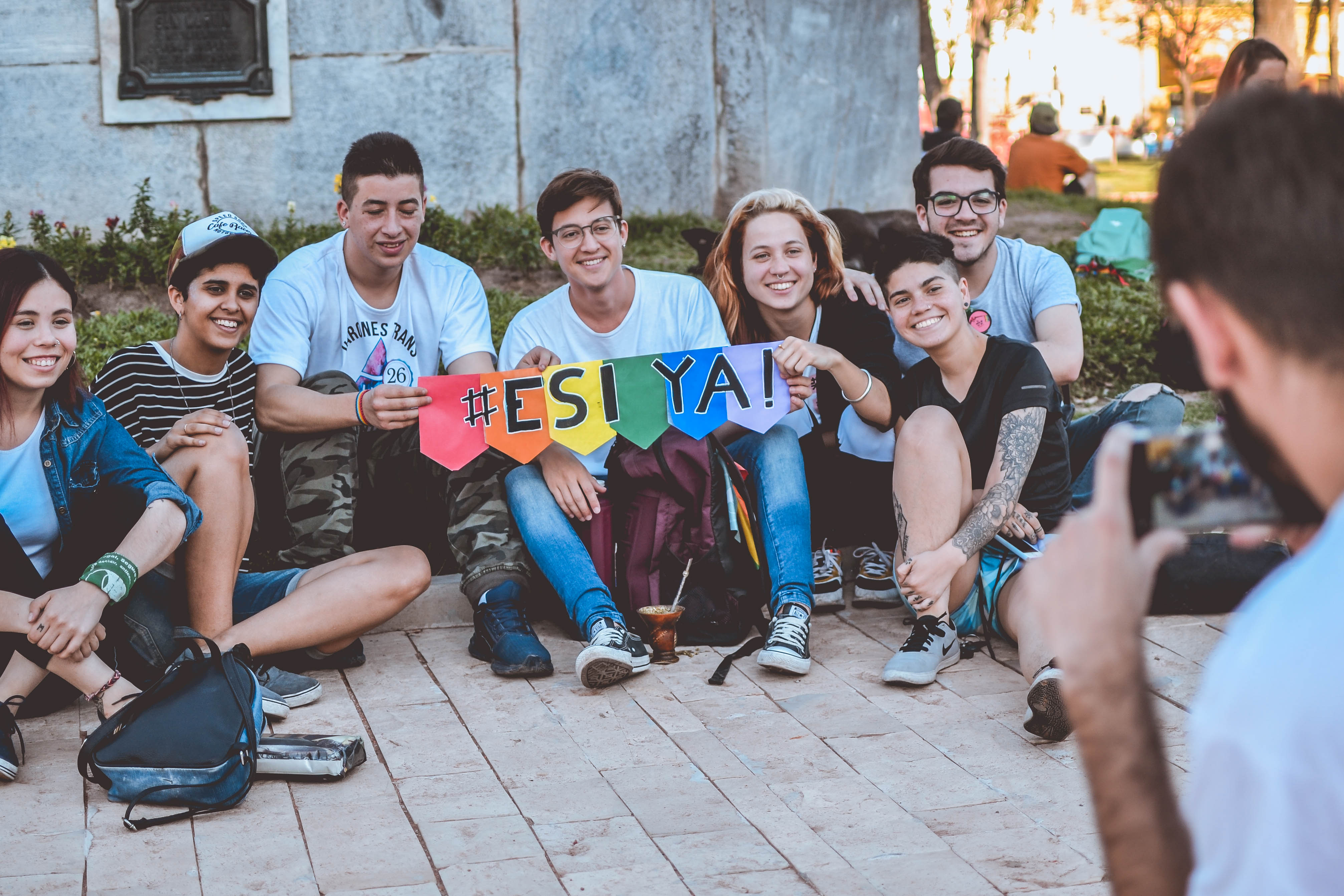
Estudiantazo por la ESI, 2019, Santa Fe, Argentina

Después de tres años, en febrero de 2022, Periódicas se constituyó como cooperativa de trabajo. Las participantes del equipo se organizan en comisiones, pero no trabajan bajo estructuras sino de manera horizontal. Las decisiones son tomadas en asambleas mensuales presenciales (o virtuales, durante la pandemia). En cuanto al contenido, realizan capacitaciones constantemente y se reúnen semanalmente para decidir las coberturas.

### Formatos
El equipo de Periódicas produce piezas escritas, auditivas y visuales que publican en su plataforma web y que también comparten en sus redes sociales. Informes, podcast, entrevistas, coberturas especiales. Se trata de contenido multiplataforma, textos, videos, podcast, entrevistas, informes especiales interactivos.

### Temáticas
Los contenidos que aborda Periódicas están atravesados siempre por la perspectiva de género: economía popular, cooperativismo, medioambiente, derechos humanos, derechos de la comunidad LGBTQ.

### Equipo
Actualmente, el equipo de Periódicas está compuesto por 15 trabajadoras con experiencia en distintos medios de comunicación locales, por lo que el ángulo del equipo se construye desde y hacia el interior del litoral santafesino.
El equipo trabaja en comisiones de edición, de redacción. Cuando alguna integrante escribe, el texto es revisado por el equipo de edición (ya sean artículos, podcasts, copys o placas de redes sociales).
| Profesión                                                | Nombre                     |
| -------------------------------------------------------- | -------------------------- |
| Comunicadora Social, fotógrafa y realizadora audiovisual | Victoria Carballo          |
| Fotógrafa, diseñadora, comunicadora social               | Priscila Pereyra           |
| Activista travesti y estudiante de Comunicación Social   | Victoria Stéfano           |
| Diseñadora, ilustradora y fotógrafa lesbiana             | Gisela Curioni             |
| Periodista                                               | Noelia Vetach              |
| Comunicadora social                                      | Magdalena Artigues Garnier |
| Comunicadora social                                      | Juliana Barrientos         |
| Comunicadora social                                      | Gabriela Filereto          |
| Comunicadora social y realizadora audiovisual            | Carolina Robaina           |
| Comunicadora social y abogada                            | Julia Porta                |
| Locutora                                                 | Belén Degrossi             |
| Comunicadora social                                      | Ileana Manucci             |
| Diseñadora y fotógrafa lesbiana                          | Titi Nicola                |
| Comunicadora y docente                                   | Lucía Medina               |
| Redes sociales                                           | Sofía Morello              |

### Financiación
Para poder sustentar financieramente al medio de comunicación, Periódicas realiza capacitaciones con organizaciones como Sembramedia (una organización que ayuda a medios independientes digitales a desarrollar modelos de negocios sustentables).
El equipo de Periódicas también fue seleccionado para una beca de Wikimedia Global. Ganaron el Fondo de Mujeres del Sur gracias al proyecto “Punto Seguro”, un mapeo de organizaciones no gubernamentales que brindan asistencia en violencia de género a mujeres y personas trans en Santa Fe y zonas de influencia.
Periódicas posee una sección para que la audiencia realice aportes para seguir financiando al medio de comunicación.

## Juncas, agencia de contenidos
Desde diciembre de 2022, Periódicas Cooperativa de Trabajo Limitada sumó un nuevo servicio: Juncas, su agencia de contenidos comunicacionales. Allí generan talleres y capacitaciones, organización de eventos, diseño gráfico, fotografía, redacción de notas, servicio de prensa, gestión de redes sociales, locución, conducción, creación y maquetación de sitios web.

## Reconocimientos
- Premio Virginia Bolten, categoría Prensa Radial, Audiovisual y Fotoperiodismo (2023).[8]
- Premio Virginia Bolten, categoría Prensa Radial, Audiovisual y Fotoperiodismo (2022).[9]
- Premio Juana Manso, mención especial en categoría Digital otorgada por la Municipalidad de Rosario (2020).[10]
- Premio Virginia Bolten, categoría Premio Especial del Jurado otorgado por el Concejo Municipal de Santa Fe (2020).[11]
- Reconocimiento a Santafesinas Destacadas por la lucha por los derechos de las mujeres otorgado por la Cámara de Diputados de la provincia de Santa Fe (2020).[5]
- Declaración de interés de la Cámara de Diputados de la provincia de Santa Fe (2019).[5]
- Declaración de interés del Concejo Municipal de la ciudad de Santa Fe (2019).[5]
- Proyecto beneficiario del programa Ingenia.[12]